# First Minister (Schottland)
Als First Minister (deutsch Erster Minister, schottisch-gälisch Prìomh Mhinistear na h-Alba) wird seit der Gründung des schottischen Parlaments 1999 der schottische Regierungschef bezeichnet. Der Amtstitel ist eine bewusste Unterscheidung zum Premierminister, dem Regierungschef des gesamten Vereinigten Königreiches. Derzeitiger Amtsinhaber ist John Swinney.
Der First Minister ist ein Mitglied des schottischen Parlaments und wird von diesem nominiert. Die offizielle Ernennung erfolgt durch den Monarchen des Vereinigten Königreichs. Zu den Befugnissen des Ersten Ministers gehören die Nominierung der Kabinettsmitglieder, der Staatssekretäre sowie der Staatsanwälte. Er ist dem Schottischen Parlament gegenüber rechenschaftspflichtig für seine Handlungen und die der gesamten Regierung.
Offizieller Amtssitz des First Ministers ist das Bute House in Edinburgh.

## Geschichte
1997 stimmten die schottischen Wähler in einem Referendum der Gründung eines Schottischen Parlaments und einer Regionalregierung zu. Durch diese Institutionen sollte eine gewisse Unabhängigkeit in Schottland betreffenden Bereichen wie dem Gesundheitssystem oder dem Bildungswesen gewährt werden. Auch eigene Gesetze kann das Schottische Parlament seit dieser Zeit in begrenztem Umfang erlassen. Das Referendum wurde von der britischen Labour-Regierung unter Tony Blair umgesetzt und führte zu Veränderungen in der Verwaltung und Gesetzgebung Schottlands. Eine der Konsequenzen war die Schaffung des Postens eines Ersten Ministers als Chef der Regionalregierung.
Der Begriff des Ersten Ministers wird wie der des Premierministers verwendet. Er wurde in Anlehnung an die Bezeichnung von Regierungschefs ehemals untergeordneter Verwaltungseinheiten wie der Provinzen und Territorien Kanadas, der Provinzen Südafrikas oder der Bundesstaaten, Territorien und Außengebiete Australiens gewählt.
Vor der Selbstbestimmung wurden mit den Kompetenzen des Ersten Ministers vergleichbare Aufgaben durch den Schottland-Minister wahrgenommen, der dem Schottland-Amt vorsteht, einer Abteilung der erweiterten britischen Regierung, die seit 1885 besteht. Der Schottland-Minister ist weiterhin ein Mitglied des Britischen Kabinetts. Des Browne füllte den Posten hauptsächlich symbolisch aus und war gleichzeitig Verteidigungsminister, während dessen Nachfolger Jim Murphy nur das Amt des Schottland-Ministers innehatte. Aktueller Schottland-Minister ist seit dem 24. Juli 2019 Alister Jack, sein Vorgänger war David Mundell.

## Wahl und Amtszeit
Die Wahl des First Ministers erfolgt durch das schottische Parlament, die Ernennung durch den Monarchen des Vereinigten Königreichs. Der First Minister muss innerhalb von 28 Tagen nach der Wahl des schottischen Parlaments ernannt werden. Andernfalls wird das Parlament gemäß dem Scotland Act aufgelöst und es kommt zu Neuwahlen. Der aktuelle First Minister verlässt sein Amt erst bei Ernennung des designierten First Ministers.
Die Amtszeit des First Ministers ist zeitlich nicht begrenzt.
| Wahldatum         | Legislaturperiode | Wahlgang | Kandidat | Kandidat                       | Stimmen | Parteienunterstützung                                | Ergebnis              |
| ----------------- | ----------------- | -------- | -------- | ------------------------------ | ------- | ---------------------------------------------------- | --------------------- |
| 13. Mai 1999      | 1.                | 1.       |          | Donald Dewar (Labour)          | 71      | Labour (56) LibDems (15)                             | Kabinett Dewar        |
| 13. Mai 1999      | 1.                | 1.       |          | Alex Salmond (SNP)             | 35      | SNP (35)                                             | Kabinett Dewar        |
| 13. Mai 1999      | 1.                | 1.       |          | David McLetchie (Conservative) | 17      | Conservative (17)                                    | Kabinett Dewar        |
| 13. Mai 1999      | 1.                | 1.       |          | Dennis Canavan (Parteilos)     | 3       | Greens (1) Socialists (1) Parteiloser (1)            | Kabinett Dewar        |
| 26. Oktober 2000  | 1.                | 1.       |          | Henry McLeish (Labour)         | 68      | Labour (53) LibDems (15)                             | Kabinett McLeish      |
| 26. Oktober 2000  | 1.                | 1.       |          | John Swinney (SNP)             | 33      | SNP (33)                                             | Kabinett McLeish      |
| 26. Oktober 2000  | 1.                | 1.       |          | David McLetchie (Conservative) | 19      | Conservative (19)                                    | Kabinett McLeish      |
| 26. Oktober 2000  | 1.                | 1.       |          | Dennis Canavan (Parteilos)     | 3       | Greens (1) Socialists (1) Parteiloser (1)            | Kabinett McLeish      |
| 22. November 2001 | 1.                | 1.       |          | Jack McConnell (Labour)        | 70      | Labour (54) LibDems (16)                             | Kabinett McConnell I  |
| 22. November 2001 | 1.                | 1.       |          | John Swinney (SNP)             | 34      | SNP (34)                                             | Kabinett McConnell I  |
| 22. November 2001 | 1.                | 1.       |          | David McLetchie (Conservative) | 19      | Conservative (19)                                    | Kabinett McConnell I  |
| 22. November 2001 | 1.                | 1.       |          | Dennis Canavan (Parteilos)     | 3       | Greens (1) Socialists (1) Parteiloser (1)            | Kabinett McConnell I  |
| 15. Mai 2003      | 2.                | 1.       |          | Jack McConnell (Labour)        | 67      | Labour (50) LibDems (17)                             | Kabinett McConnell II |
| 15. Mai 2003      | 2.                | 1.       |          | John Swinney (SNP)             | 26      | SNP (26)                                             | Kabinett McConnell II |
| 15. Mai 2003      | 2.                | 1.       |          | David McLetchie (Conservative) | 18      | Conservative (18)                                    | Kabinett McConnell II |
| 15. Mai 2003      | 2.                | 1.       |          | Robin Harper (Greens)          | 6       | Greens (6)                                           | Kabinett McConnell II |
| 15. Mai 2003      | 2.                | 1.       |          | Tommy Sheridan (Socialists)    | 6       | Socialists (6)                                       | Kabinett McConnell II |
| 15. Mai 2003      | 2.                | 1.       |          | Dennis Canavan (Parteilos)     | 2       | Parteilose (2)                                       | Kabinett McConnell II |
| 15. Mai 2003      | 2.                | 1.       |          | Margo MacDonald (Parteilos)    | 2       | Parteilose (2)                                       | Kabinett McConnell II |
| 16. Mai 2007      | 3.                | 1.       |          | Alex Salmond (SNP)             | 49      | SNP (47) Greens (2)                                  | 2. Wahlgang           |
| 16. Mai 2007      | 3.                | 1.       |          | Jack McConnell (Labour)        | 46      | Labour (46)                                          | 2. Wahlgang           |
| 16. Mai 2007      | 3.                | 1.       |          | Annabel Goldie (Conservative)  | 16      | Conservative (16)                                    | 2. Wahlgang           |
| 16. Mai 2007      | 3.                | 1.       |          | Nicol Stephen (LibDems)        | 16      | LibDems (16)                                         | 2. Wahlgang           |
| 16. Mai 2007      | 3.                | 1.       |          | Enthaltung                     | 1       | Parteiloser (1)                                      | 2. Wahlgang           |
| 16. Mai 2007      | 3.                | 2.       |          | Alex Salmond (SNP)             | 49      | SNP (47) Greens (2)                                  | Kabinett Salmond I    |
| 16. Mai 2007      | 3.                | 2.       |          | Jack McConnell (Labour)        | 46      | Labour (46)                                          | Kabinett Salmond I    |
| 16. Mai 2007      | 3.                | 2.       |          | Enthaltung                     | 33      | Conservative (16) LibDems (16) Parteiloser (1)       | Kabinett Salmond I    |
| 18. Mai 2011      | 4.                | 1.       |          | Alex Salmond (SNP)             | 68      | SNP (68)                                             | Kabinett Salmond II   |
| 18. Mai 2011      | 4.                | 1.       |          | Enthaltung                     | 57      | Labour (36) Conservative (15) LibDems (4) Greens (2) | Kabinett Salmond II   |
| 19. November 2014 | 4.                | 1.       |          | Nicola Sturgeon (SNP)          | 66      | SNP (66)                                             | Kabinett Sturgeon I   |
| 19. November 2014 | 4.                | 1.       |          | Ruth Davidson (Conservative)   | 15      | Conservative (15)                                    | Kabinett Sturgeon I   |
| 19. November 2014 | 4.                | 1.       |          | Enthaltung                     | 39      | Labour (33) LibDems (4) Greens (2)                   | Kabinett Sturgeon I   |
| 17. Mai 2016      | 5.                | 1.       |          | Nicola Sturgeon (SNP)          | 63      | SNP (63)                                             | Kabinett Sturgeon II  |
| 17. Mai 2016      | 5.                | 1.       |          | Willie Rennie (LibDems)        | 5       | LibDems (5)                                          | Kabinett Sturgeon II  |
| 17. Mai 2016      | 5.                | 1.       |          | Enthaltung                     | 59      | Conservative (31) Labour (22) Greens (6)             | Kabinett Sturgeon II  |
| 18. Mai 2021      | 6.                | 1.       |          | Nicola Sturgeon (SNP)          | 64      | SNP (64)                                             | Kabinett Sturgeon III |
| 18. Mai 2021      | 6.                | 1.       |          | Douglas Ross (Conservative)    | 31      | Conservative (31)                                    | Kabinett Sturgeon III |
| 18. Mai 2021      | 6.                | 1.       |          | Willie Rennie (LibDems)        | 4       | LibDems (4)                                          | Kabinett Sturgeon III |
| 18. Mai 2021      | 6.                | 1.       |          | Enthaltung                     | 28      | Labour (21) Greens (7)                               | Kabinett Sturgeon III |
| 28. März 2023     | 6.                | 1.       |          | Humza Yousaf (SNP)             | 71      | SNP (64) Greens (7)                                  | Kabinett Yousaf       |
| 28. März 2023     | 6.                | 1.       |          | Douglas Ross (Conservative)    | 31      | Conservative (31)                                    | Kabinett Yousaf       |
| 28. März 2023     | 6.                | 1.       |          | Anas Sarwar (Labour)           | 22      | Labour (22)                                          | Kabinett Yousaf       |
| 28. März 2023     | 6.                | 1.       |          | Alex Cole-Hamilton (LibDems)   | 4       | LibDems (4)                                          | Kabinett Yousaf       |
| 7. Mai 2024       | 6.                | 1.       |          | John Swinney (SNP)             | 64      | SNP (63) Alba (1)                                    | Kabinett Swinney      |
| 7. Mai 2024       | 6.                | 1.       |          | Douglas Ross (Conservative)    | 31      | Conservative (31)                                    | Kabinett Swinney      |
| 7. Mai 2024       | 6.                | 1.       |          | Anas Sarwar (Labour)           | 22      | Labour (22)                                          | Kabinett Swinney      |
| 7. Mai 2024       | 6.                | 1.       |          | Alex Cole-Hamilton (LibDems)   | 4       | LibDems (4)                                          | Kabinett Swinney      |
| 7. Mai 2024       | 6.                | 1.       |          | Enthaltung                     | 7       | Greens (7)                                           | Kabinett Swinney      |

| Wahldatum   | Legislaturperiode | Amtsinhaber  | Stimme | Stimme | Anzahl | Partei(en)unterstützung                            |
| ----------- | ----------------- | ------------ | ------ | ------ | ------ | -------------------------------------------------- |
| 1. Mai 2024 | 6.                | Humza Yousaf |        | Ja     | 58     | Conservative (31) Labour (22) LibDems (4) Alba (1) |
| 1. Mai 2024 | 6.                | Humza Yousaf |        | Nein   | 70     | SNP (63) Greens (7)                                |

## Bisherige Amtsträger
| Person          | Bild | Partei                  | Partei                  | Beginn der Amtszeit | Ende der Amtszeit                   | Kabinett                                                                            | Grund für das Ende der Amtszeit                        |
| --------------- | ---- | ----------------------- | ----------------------- | ------------------- | ----------------------------------- | ----------------------------------------------------------------------------------- | ------------------------------------------------------ |
| Donald Dewar    |      |                         | Scottish Labour Party   | 17. Mai 1999        | 11. Oktober 2000                    | Dewar                                                                               | verstarb während seiner Amtszeit                       |
| Henry McLeish   |      | Scottish Labour Party   | 27. Oktober 2000        | 8. November 2001    | McLeish                             | Rücktritt aufgrund der Officegate-Affäre                                            |                                                        |
| Jack McConnell  |      | Scottish Labour Party   | 27. November 2001       | 16. Mai 2007        | McConnell I McConnell II            | Niederlage bei den Schottischen Parlamentswahlen 2007                               |                                                        |
| Alex Salmond    |      |                         | Scottish National Party | 17. Mai 2007        | 18. November 2014                   | Salmond I Salmond II                                                                | Rücktritt nach gescheitertem Unabhängigkeitsreferendum |
| Nicola Sturgeon |      | Scottish National Party | 20. November 2014       | 28. März 2023       | Sturgeon I Sturgeon II Sturgeon III | Rücktritt                                                                           |                                                        |
| Humza Yousaf    |      | Scottish National Party | 29. März 2023           | 7. Mai 2024         | Yousaf                              | Rücktritt nach der Beendigung der Duldungsvereinbarung zwischen der SNP und der SGP |                                                        |
| John Swinney    |      | Scottish National Party | 8. Mai 2024             | amtierend           | Swinney                             |                                                                                     |                                                        |

## Stellvertretende Erste Minister
| Person          | Bild | Partei                     | Partei                     | Beginn der Amtszeit | Ende der Amtszeit                   | Kabinett                               |
| --------------- | ---- | -------------------------- | -------------------------- | ------------------- | ----------------------------------- | -------------------------------------- |
| Jim Wallace     |      |                            | Scottish Liberal Democrats | 19. Mai 1999        | 23. Juni 2005                       | Dewar McLeish McConnell I McConnell II |
| Nicol Stephen   |      | Scottish Liberal Democrats | 23. Juni 2005              | 17. Mai 2007        | McConnell II                        |                                        |
| Nicola Sturgeon |      |                            | Scottish National Party    | 17. Mai 2007        | 19. November 2014                   | Salmond I Salmond II                   |
| John Swinney    |      | Scottish National Party    | 21. November 2014          | 28. März 2023       | Sturgeon I Sturgeon II Sturgeon III |                                        |
| Shona Robison   |      | Scottish National Party    | 29. März 2023              | 8. Mai 2024         | Yousaf                              |                                        |
| Kate Forbes     |      | Scottish National Party    | 8. Mai 2024                | amtierend           | Swinney                             |                                        |